# Les Sentiments (roman)
 (signalé en juillet 2025).
Si vous disposez d'ouvrages ou d'articles de référence ou si vous connaissez des sites web de qualité traitant du thème abordé ici, merci de compléter l'article en donnant les références utiles à sa vérifiabilité et en les liant à la section « Notes et références ».
- Archive Wikiwix
- Bing
- Cairn
- DuckDuckGo
- E. Universalis
- Gallica
- Google
- G. Books
- G. News
- G. Scholar
- Persée
- Qwant
- (zh) Baidu
- (ru) Yandex
- (wd) trouver des œuvres sur Wikidata

Pour l’article homonyme, voir Les Sentiments.
Les Sentiments est le sixième roman de Christophe Donner, publié aux éditions du Seuil en 1990.

## L'histoire
À la fin des années 1950, Guillaume naît comme septième enfant dans une famille très pieuse. Ses grosses lèvres plongent son père dans l'incompréhension et la difficulté à accepter cette différence, alors que sa mère surprotège son petit dernier, au détriment de ses autres enfants et notamment de sa fille aînée Cécile, qui s'éloigne peu à peu de la famille et plonge dans l'isolement et la vie marginale. Guillaume, tout d'abord tenu à l'écart de l'école, finira par rejoindre le lycée Lakanal de Sceaux, où il fera la connaissance de Julien, jeune orphelin révolté. Mais celui-ci vit sans repères dans la société, ce qui ne sera pas sans conséquences sur la vie de Guillaume, qui tombe vite sous sa dépendance.

## La forme du roman
Ce roman fait de nombreuses références à la communauté Esprit, située aux Murs Blancs à Châtenay-Malabry, et à son chef, Paul Ricœur. Le roman alterne les narrateurs, tantôt le père de Guillaume, tantôt Julien.

## Les personnages
- Guillaume : enfant souffrant d'une malformation des lèvres, proéminentes, il va d'abord être exclu du monde par ses parents, par peur qu'il soit rejeté. Mais sa rencontre de Julien, faux ami mais apprenti gourou, va changer sa vie.
- Julien : camarade de classe et modèle de Guillaume, il est orphelin et fascine le père de Guillaume. mais il n'est pas forcément animé que de nobles sentiments.
- Le père de Guillaume : très pieux, il vit dans un monde dont il n'imagine pas toutes les difficultés, ce qui l'amène à passer à côté de ce que ressentent vraiment ses enfants.
- La mère de Guillaume : elle contribue à l'isolement de Guillaume en le surprotégeant, y compris de son père.
- Paul, parrain de Guillaume et chef de la communauté Esprit des Murs Blancs à Chatenay-Malabry (Paul Ricœur).
- Cécile, la sœur aînée de Guillaume : elle se sent rejetée dès la naissance de Guillaume. Elle sera finalement quelque peu rejetée de la famille, puis, devenue droguée, elle sera envoyée à Chicago chez Paul. Mais son frère recroisera sa route.

## Les thèmes récurrents dans l’œuvre de l'auteur, développés dans ce roman
- La place du père.
- La place de la mère, et l'importance de la psychothérapie.
- La détestation de l'école et des enseignants.
- Les orphelins, et leur absence de repères.
- La vie marginale.